# Julia Galef
Julia Galef, född 4 juli 1983, är en amerikansk journalist och föreläsare i frågor om rationalitet och vetenskap. Hon är en av grundarna av Center for Applied Rationality, och är värd för poddradion Rationally Speaking i vilken hon gjort intervjuer med bland annat Neil deGrasse Tyson, Lawrence Krauss, William MacAskill och Peter Singer.
År 2014 skrev Galef artiklar och spelade in flera kortfilmer för Big Think, vilket ledde till att hon intervjuades av bland annat Forbes och The Wall Street Journal. I februari 2016 höll hon ett TED-talk med rubriken "Varför du tror att du har rätt — även om du har fel" där hon argumenterade för vikten av ett självkritiskt förhållningssätt till trosföreställningar. Detta inkluderades i NPR:s TED Radiotimme i november 2016.